# Melanie Frehse

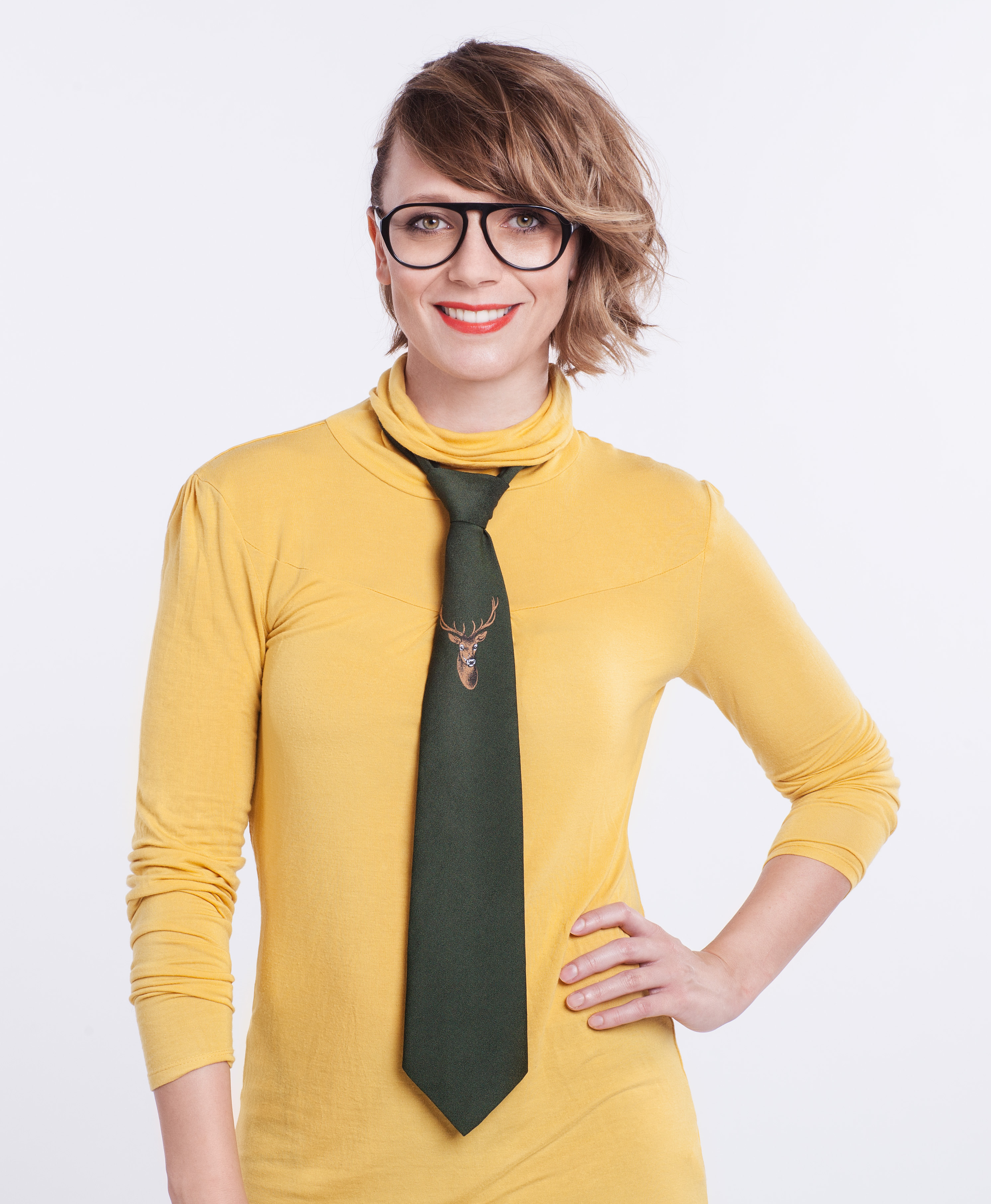
Melanie Frehse

Melanie Frehse (auch bekannt als mellie, * 20. August 1982 in Templin) ist eine deutsche Inneneinrichterin und TV-Einrichtungsberaterin.

## Karriere
Melanie Frehse ist die Tochter des Schlager- und Entertainer-duo Klaus Röse und Marita Frehse, besser bekannt als Jo und Josephine aus dem Land Mecklenburg-Vorpommern. Sie hatte als Kind Klavier- und Keyboardunterricht sowie Gesangsunterricht. Nach einem Aufenthalt von 1999 bis 2000 in den USA begann sie eine Ausbildung zur Veranstaltungskauffrau und war bis 2005 als Background-Tänzerin tätig.
2006 zog Melanie Frehse nach Berlin und startete ihre Karriere 2008 in verschiedenen Boulevardmagazinen.
Dann gründete sie pi couture mit dem Anspruch, Kreationen zu entwickeln, die die eigene Persönlichkeit widerspiegeln. Zu den Aufgaben gehören Planung, Konzeption und Durchführung von Gestaltungskonzepten.
Als TV-Einrichtungsexpertin ist sie seit 2011 unter anderem aus dem VOX-Format „Die Einrichter“ bekannt und war in 2012 zudem für das ZDF und 2014 bei n-tv tätig. 2015 war sie in der Kabel-eins-Sendung „Rosins Kantinen“ zu sehen, wo sie im Team von Frank Rosin neue Einrichtungsideen umsetzte.
2017 hat sie die Agentur MFliving gegründet und 2018 als Mitgründern die Plattform „Mein Redesign“.
Melanie Frehse ist Mutter eines Sohnes und lebt in der Nähe von Hamburg.

## TV
| - 2005: Interview bei tv.rostock - 2008: VOX Wissenshunger (7 Folgen „Frauenkochschule“) - 2008: RTL Punkt 12 („Flip Flop Guide“) - 2008: ProSieben Tariffahnder - 2009: RTL Punkt 12 („Profistyling Paris Hilton“) - 2009: RTL Punkt 12 („Stylingsünden“) - 2011: KabelEins Die Superhandwerker („Doppelbett Berlin“) - 2011: RTL Punkt 12 („Trendoberteile“) - 2011: VOX Die Einrichter (Wohnexpertin; 8 Folgen) - 2012: ZDF mo:ma - 2013: VOX mieten kaufen wohnen - 2014: n-tv Ratgeber - 2014: n-tv Ratgeber - 2015: n-tv Ratgeber - 2015: KabelEins Rosins Kantinen (Staffel 1, Folge 1–4) - 2017: KabelEins Rosins Restaurant - 2018: Sat1 „Zimmerhelden“ (Pilotstaffel, 10 Sendungen) |